# كاسي ستيل
كاسي ستيل هي موسيقية ومغنية مؤلفة وممثلة كندية، ولدت في 2 ديسمبر 1989 في تورونتو في كندا.

## أعمال

### مسلسلات
- ريك ومورتي

## وصلات خارجية
- الموقع الرسمي
- كاسي ستيل على موقع IMDb (الإنجليزية)
- كاسي ستيل على موقع ألو سيني (الفرنسية)
- كاسي ستيل على موقع ميوزك برينز (الإنجليزية)
- كاسي ستيل على موقع أول موفي (الإنجليزية)
- كاسي ستيل على موقع إن إن دي بي (الإنجليزية)
- كاسي ستيل على موقع ديسكوغز (الإنجليزية)
- كاسي ستيل على موقع قاعدة بيانات الفيلم (الإنجليزية)
- كاسي ستيل على موقع كينوبويسك (الروسية)